# Playbackshow
Een playbackshow is een evenement waarbij mensen zich voordoen als een bekende artiest en zijn muziek playbacken.

## Henny Huisman's Playback Show
In Nederlandstalig taalgebied was de bekendste playbackshow de gelijknamige Playback Show voor het eerst in 1983 uitgezonden door de KRO. De vaste presentator was Henny Huisman. Panelleden waren onder andere Frans Halsema, Anne van Egmond, Bob Bouma, Pierre van Ostade, Tineke Verburg, Eddy Becker, Josine van Dalsum, Tineke de Nooij, Mieke Benda en Karel Prior. Bij elke show waren drie panelleden die op een knop konden drukken: WEG of BLIJF. Drukte iemand op WEG dan was er nog 10 seconden om verder te gaan, tenzij iemand anders op BLIJF drukte waarbij de teller weer op 0 kwam. Drukte het derde panellid dan op WEG dan had de playbacker nog 10 seconden. De winnaar werd bepaald aan de hand van de tijd dat men mocht blijven playbacken, met een maximum van drie minuten. Het geheel werd gevisualiseerd door een enorme bandrecorder die onderdeel van het decor was. De kandidaten verzorgden de kleding zelf.
In elke uitzending, van circa 55 minuten, traden steeds zes playbackacts op. In latere seizoenen traden er zowel playbackers als soundmixers op (live gezongen), de naam werd dan ook Soundmix-/Playbackshow. Het item met de bandrecorder verdween gaandeweg en de juryleden konden dan ook niet meer op een knop drukken.
Elke uitzending werd ergens anders opgenomen, meestal in sportcomplexen.
In de eerdere seizoenen waren er rubrieken als Bekende Nederlanders, Bijzondere Nederlanders. In de laatste rubriek deden mensen bijvoorbeeld een dier na of een ander speciaal kunstje met hun stem of lichaam.
Met de komst van de commerciële omroepen is het programma later verhuisd naar RTL 4.

## Spin-offs
De Soundmixshow is een spin-off van de Playback Show waarbij er wel echt wordt gezongen. Ook de Sterrenplaybackshow en de Mini-playbackshow zijn spin-offs, waarbij er respectievelijk door bekende mensen en door kinderen geplaybackt wordt. De Sterrenplaybackshow werd veel minder frequent uitgezonden dan de andere shows.

## Prijzen
De show won in 1985 de Gouden Televizier-Ring voor het beste programma op de Nederlandse televisie van dat jaar.